# 南平野村
南平野村（みなみひらのむら）は、かつて岐阜県安八郡に存在した村である。
現在の安八郡神戸町南西部と大垣市北部（青木町・草道島町）に該当する。
村名は、この地域が延暦寺の荘園「平野荘」の南部の地域であることに由来する。

## 歴史
- 江戸時代末期、この地域は美濃国安八郡であり、大垣藩領などであった。
- 1897年（明治30年）4月1日 - 加納村、四成村、中沢村、南方村、西保村、草道島村が合併し発足。
- 1954年（昭和29年）4月1日 - 分割により、旧・草道島村と旧・四成村の一部（青木村）が不破郡赤坂町[1]に、残部が安八郡神戸町に編入され廃止。

## 学校
- 南平野村立南平野小学校（現・神戸町立南平野小学校）
- 安八郡学校組合立神戸中学校（現・神戸町立神戸中学校）

## 交通機関
- 近畿日本鉄道養老線 東赤坂駅